# Henry Dickerson
Henry Dickerson (Beckley, Virginia Occidental; 27 de noviembre de 1951-10 de agosto de 2023) fue un jugador y entrenador de baloncesto estadounidense que disputó dos temporadas en la NBA. Con 1,93 metros de estatura, jugaba en la posición de base. Fue el entrenador del Johnston Community College.

## Trayectoria deportiva

### Universidad
Jugó durante cuatro temporadas con los Golden Eagles de la Universidad de Charleston, en las que promedió 16 puntos y 12 rebotes por partido, siendo el único jugador en la historia de la West Virginia Intercollegiate Athletic Conference en ser elegido en sus cuatro temporadas en el mejor quinteto de la conferencia y en el mejor quinteto del torneo.

### Profesional
Tras no ser elegido en el Draft de la NBA de 1973, probó en los Virginia Squires de la ABA, pero fue cortado antes del comienzo de la temporada. Posteriormente se marchó a jugar a Israel, hasta que en febrero de 1976 fichó por los Detroit Pistons, con los que acabó la temporada promediando 1,6 puntos por partido.
Con la temporada 1976-77 en su recta final, fichó por los Atlanta Hawks, con los que jugó seis partidos, en los que promedió 2,8 puntos y 1,8 asistencias.

### Entrenador
Comenzó su andadura como entrenador como asistente en su alma mater, para pasar posteriormente también como asistente a los Marshall Thundering Herd, donde permaneció seis temporadas, ganando en cuatro de ellas el título de conferencia y en tres el torneo. De ahí pasó a los Chattanooga Mocs, donde empezó como asistente, haciéndose cargo del equipo como entrenador principal en 1997, a los que dirigió cinco temporadas, consiguiendo 52 victorias y 53 derrotas.
En 2004 firmó por los North Carolina Central Eagles, donde permaneció hasta 2009, y en 2011 se hizo cargo del pequeño Johnston Community College.

## Estadísticas de su carrera en la NBA

### Temporada regular
| Temporada | Edad | Equipo          | Liga | Pos. | P  | TIT | MIN  | TC  | TCA | %TC  | 3P | 3PA | %3P | TL  | TLA | %TL  | R.OF. | R.DEF. | REB | ASIS | ROB | TAP | PER | FP  | PTS |
| 1975-76   | 24   | Detroit Pistons | NBA  | SG   | 17 |     | 6.6  | 0.5 | 1.7 | .310 |    |     |     | 0.6 | 0.9 | .625 | 0.2   | 0.0    | 0.2 | 0.5  | 0.1 | 0.1 |     | 1.0 | 1.6 |
| 1976-77   | 25   | Atlanta Hawks   | NBA  | PG   | 6  |     | 10.5 | 1.0 | 2.0 | .500 |    |     |     | 0.8 | 1.3 | .625 | 0.0   | 0.3    | 0.3 | 1.8  | 0.2 | 0.0 |     | 2.2 | 2.8 |
| Total     |      |                 | NBA  |      | 23 |     | 7.6  | 0.7 | 1.8 | .366 |    |     |     | 0.7 | 1.0 | .625 | 0.1   | 0.1    | 0.2 | 0.8  | 0.1 | 0.0 |     | 1.3 | 2.0 |

### Playoffs
| Temporada | Edad | Equipo          | Liga | Pos. | P | TIT | MIN | TC  | TCA | %TC  | 3P | 3PA | %3P | TL  | TLA | %TL  | R.OF. | R.DEF. | REB | ASIS | ROB | TAP | PER | FP  | PTS |
| 1975-76   | 24   | Detroit Pistons | NBA  | SG   | 5 |     | 3.0 | 0.8 | 1.8 | .444 |    |     |     | 0.2 | 0.4 | .500 | 0.8   | 0.0    | 0.8 | 0.6  | 0.2 | 0.0 |     | 0.2 | 1.8 |
| Total     |      |                 | NBA  |      | 5 |     | 3.0 | 0.8 | 1.8 | .444 |    |     |     | 0.2 | 0.4 | .500 | 0.8   | 0.0    | 0.8 | 0.6  | 0.2 | 0.0 |     | 0.2 | 1.8 |